# Joseph Hertz

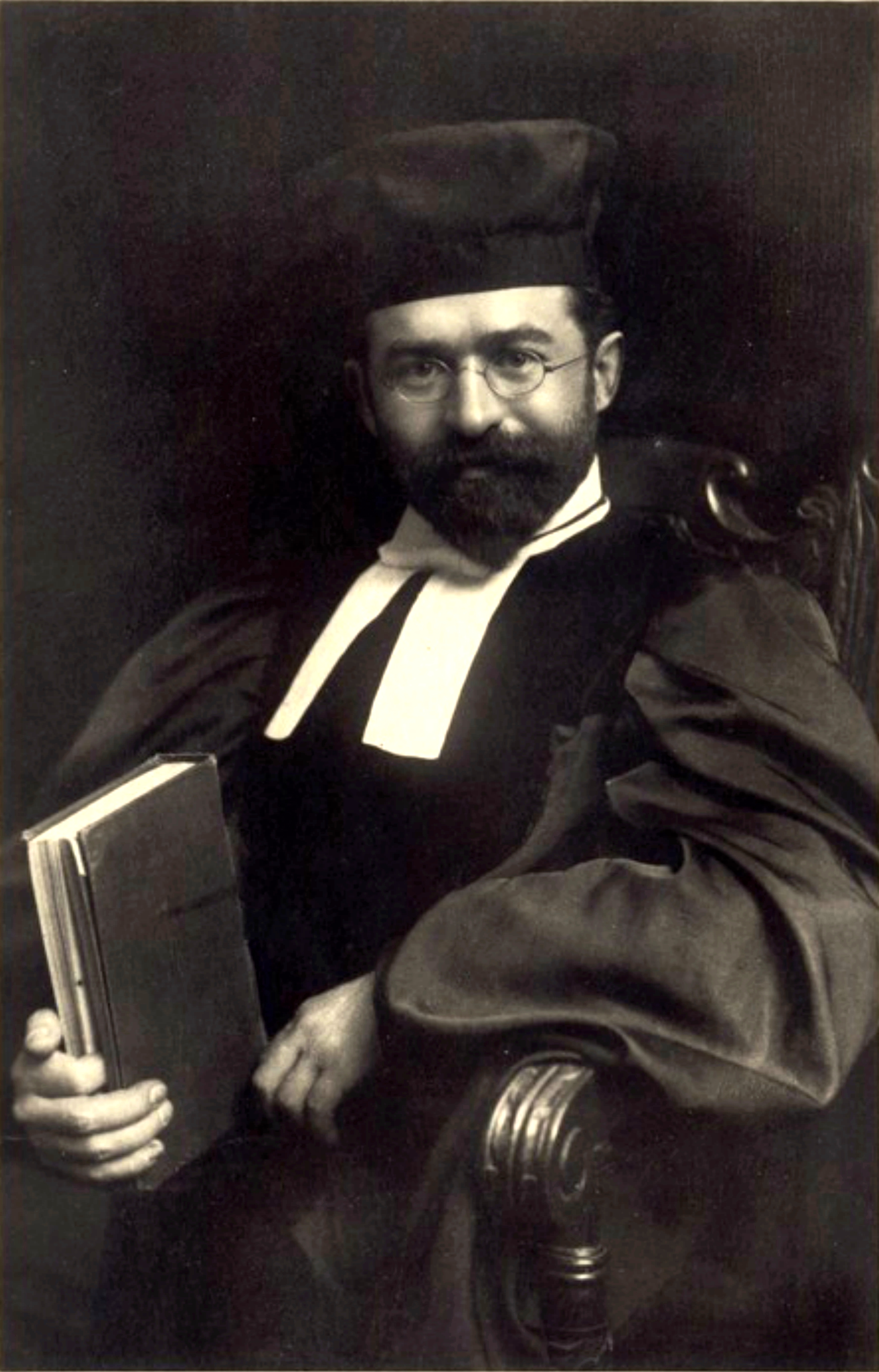
Joseph Hertz

Joseph Hermann Hertz bzw. Joseph Herman Hertz (* 25. September 1872 in Rebrin, Königreich Ungarn; † 14. Januar 1946 in London) war von 1913 bis zu seinem Tod Oberrabbiner der Vereinigten jüdischen Gemeinden des britischen Commonwealth.

## Leben und Werk
Joseph Hertz, Sohn eines Rabbiners, kam im Alter von zwölf Jahren in die USA, wo er 1894 der erste Absolvent des Jewish Theological Seminary of America wurde. Nach einer zweijährigen Tätigkeit als Rabbiner in Syracuse wurde er 1896 zum Rabbiner der Gemeinde von Witwatersrand, der Region um Johannesburg in Südafrika, ernannt. Nachdem er sich öffentlich gegen die Diskriminierung der Ausländer und der religiösen Minderheiten durch die Buren aussprach, wurde er von 1899 bis 1901 deportiert, kehrte jedoch am Ende des Burenkrieges in sein Amt zurück. 1911 wurde er Rabbiner der orthodoxen Gemeinde Orach Chaim in New York.
1913 wurde er als Nachfolger von Hermann Adler zum Oberrabbiner von Großbritannien gewählt. In dieser Funktion, die er bis zu seinem Tode innehatte, sah er sich zahlreichen unlösbaren Schwierigkeiten ausgesetzt: Dieser Zeitraum umspannte zwei Weltkriege, den Holocaust und nicht zuletzt im Jahre 1940 die Zerstörung der Großen Synagoge von London, wo er amtierte, durch deutsche Luftangriffe. Zusammen mit Chaim Weizmann, dem Central British Fund for German Jewry (CBF), dem Germany Emergency Committee der Quäker und anderen war er daran beteiligt, die Zustimmung der britischen Regierung für die Aktion Kindertransport zu erlangen.
Abgesehen von seiner Promotionsarbeit über das ethische System des Religionsphilosophen James Martineau sind die meisten seiner Schriften in einem populärwissenschaftlichen Stil gehalten, füllten jedoch eine tief empfundene Lücke. Sie wurden hunderttausendfach nachgedruckt und in zahlreiche Sprachen übersetzt. Seine Kommentare zum Pentateuch und zum Gebetbuch sind bis heute in Gebrauch.

## Öffentliches Wirken
Als Vertreter des orthodoxen Judentums bekämpfte Joseph Hertz das Reformjudentum, unterstützte jedoch den Zionismus und beeinflusste auf diese Weise die Verhandlungen, die 1917 zur Unterzeichnung der Balfour-Deklaration führten. Zudem beeinflusste er die öffentliche Meinung durch gelegentliche Leserbriefe in der Londoner Times. Ein Beispiel dafür ist sein Leserbrief vom 28. Mai 1917, als er sich gegen den Angriff auf den Zionismus durch zwei führende Vertreter des britischen Judentums, Claude J.G. Montefiore und David Lindo Alexander, aussprach. Zusammen mit Chaim Weizmann warb er bei Vorträgen in den englischen jüdischen Gemeinden für die Unterstützung des Jischuv.
In den 1920er Jahren wandte sich Hertz an führende jüdische und christliche Geistliche, um die geplante Einführung des Weltkalenders durch den Völkerbund zu bekämpfen. Stein des Anstoßes bei dieser Kalenderreform war dabei die beabsichtigte Einführung einer Acht-Tage-Woche einmal oder zweimal pro Jahr, was dazu geführt hätte, dass der jüdische Sabbat bzw. der christliche Sonntag auf unterschiedliche Wochentage gefallen wären.
Hertz war Mitglied des Board of Governors der Hebräischen Universität Jerusalem, Präsident der jüdischen Friedensgesellschaft, Mitarbeiter der Jewish Encyclopedia und der Encyclopaedia Britannica. Von 1903 bis 1906 gehörte er dem Board of Translators of the American-Jewish Bible Version und wirkte an der amerikanisch-jüdischen Bibelübersetzung mit.
1942 gründete er gemeinsam mit dem Erzbischof von Canterbury William Temple den Council of Christians and Jews.

## Auszeichnungen
1943 wurde Joseph Hertz als erster britischer Rabbiner zum Companion of Honour ernannt.

## Schriften
- The ethical System of James Martineau, 1894
- Bachya, the Jewish Thomas a Kempis, 1898
- The Jew in South-Africa, 1905
- The Book of Jewish Thoughts, 2. Aufl. 1920.
  - Deutsche Ausgabe: Jüdische Gedanken und Gedanken über das Judentum, übersetzt von Rosalie Perles, 1924
- The Pentateuch and the Haftorahs (5 Bände), 1929–1936
- Sermons, Adresses and Studies (3 Bände), 1938
- The Prayer Book, 1942–1945
- Pentateuch und Haftaroth, 5 Bände. Hebräischer Text und deutsche Übersetzung, mit einem Kommentar von Joseph Herman Hertz. Morascha, Basel 1984